# Tófű
Tófű é um município da Hungria, situado no condado de Baranya. Tem 4,34 km² de área e sua população em 2019 foi estimada em 108 habitantes.